# 51e régiment d'artillerie
Le 51e régiment d'artillerie est un ancien régiment d'artillerie de l'armée française.

## Création et différentes dénominations
Le 51e Régiment d’Artillerie 51e RA, en tant que régiment d’artillerie sol-air, a été créé à Bitburg (RFA) le 1er novembre 1970, par changement d’appellation du 451e Groupe d’Artillerie Antiaérienne Légère.
Appartenant aux Éléments Organiques Divisionnaires de la 1re Division, sa structure était la suivante :
- Une batterie de commandement et des services,
- Deux batteries de tir, équipées de canons tractés Bofors de 40 mm,
- Une batterie de tir équipée de blindés antiaériens  AMX13 bitubes de 30 mm.
- Une unité d’instruction.

Il est devenu, en 1978, Élément Organique du 2e Corps d’Armée.
Le régiment a changé de garnison et s’est installé à Wittlich (RFA), en 1978.
Une quatrième batterie de tir y a été créée, à partir de l'été 1984. La batterie de bitubes y a été conservée tandis que les autres batteries de tir ont été progressivement formées en batteries de blindés antiaériens AMX30 lance-missiles Roland, chacune à 8 pièces comprenant un véhicule de tir Roland et un VAB T20-13.
Une des batteries de tir équipées de lance-missiles Roland a été dotée de Roland 1 (temps clair) puis les deux autres ont reçu des Roland 2 (tous temps).
En 1990/1991, la batterie dotée de chars AMX13 Bitubes de 30 mm a reversé ces matériels et elle a été la première unité élémentaire de l’Armée de terre à être transformée en batterie du missile SATCP Mistral.
Le régiment a été dissous à l’été 1993.

## Chefs de corps

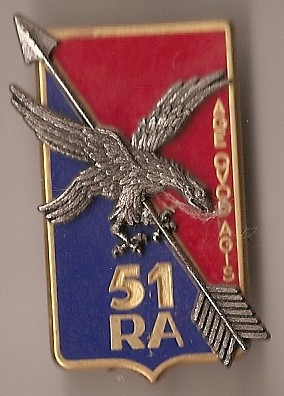

- 1969 31 octobre 1969 451e GAAL Bitburg (RFA)

LCL Gérard SANCHIS
- 1er novembre 1970 1971 51e RA Bitburg (RFA)

LCL PAGAND
- 1971 1973 51e RA Bitburg (RFA)

LCL Patrice LE SAINT
- 1975 1977 51e RA Bitburg (RFA)

LCL Pierre DUBOIS
- 1977 30 juin 1978 51e RA Bitburg (RFA)

LCL Henri BAUDOUIN
- 1er juillet 1978 1979 51e RA Wittlich (RFA)

LCL Henri BAUDOUIN
- 1979 1981 51e RA Wittlich (RFA)

LCL René DANJOUX
- 1981 1983 51e RA Wittlich (RFA)

COL Jean VERDE de LISLE
- 1983 1985 51e RA Wittlich (RFA)

COL Jean-Pierre BRULLARD
- 1985 1987 51e RA Wittlich (RFA)

LCL-COL Jean-François BOIRAUD
- 1987 1990 51e RA Wittlich (RFA)

COL Christian DELANGHE
- 1990 31 octobre 1993 51e RA Wittlich (RFA)

COL Guy PIERREL

## Première Guerre mondiale

### Casernement et rattachement
Le 51e régiment d'artillerie de campagne est formé à Nantes et son cantonnement se trouvait à la caserne Mellinet dont l'entrée principale se situe « place du 51e Régiment d'Artillerie ».

## Seconde Guerre mondiale

### Drôle de guerre
Le 51e régiment d'artillerie mixte divisionnaire est le régiment d'artillerie divisionnaire de la 61e division d'infanterie (XLIe corps d'armée de forteresse, 9e armée). Cette division doit, selon ce qui sera décidé lors d'une éventuelle attaque allemande en Belgique, défendre la Meuse entre Vireux-Molhain et Anchamps (hypothèse Dyle) ou défendre la position de résistance nationale Rocroi – Signy-l'Abbaye (hypothèse Escaut).

## Étendard

Le revers de l'étendard du.

Il porte, cousues en lettres d'or dans ses plis, les inscriptions suivantes :
- La Marne 1914
- Artois 1914-1915
- Champagne 1915-1918

## Devise
Age quod agis

## Personnages célèbres ayant servi dans le régiment
- Jacques Cariou, triple médaillé en équitation aux Jeux olympiques de 1912, capitaine au 51e RA de 1913 à 1916[2].
- Alain Prost pilote de course automobile, quadruple champion du monde de formule 1 a servi au 51e RA en 1974.
- Lieutenant-colonel Guillaume Ancel, sert au 51e RA de 1989 à 1992.

## Sources et bibliographies
- Historique du 51e régiment d'artillerie de campagne et du P.A.D. 21 : campagne 1914-1918, Paris, Chapelot, 31 p., lire en ligne sur Gallica.